# آلبرت اسمیت (بازیکن فوتبال، زاده ۱۸۸۷)
آلبرت اسمیت (انگلیسی: Albert Smith؛ ۲۸ آوریل ۱۸۸۷ – ۱۹۲۹ (۴۱−۴۲ سال)) بازیکن فوتبال اهل بریتانیا بود.
از باشگاه‌هایی که در آن بازی کرده‌است می‌توان به باشگاه فوتبال برنلی، باشگاه فوتبال برافورد پارک آونیو، باشگاه فوتبال روچدیل، باشگاه فوتبال گریمزبی تاون اشاره کرد.